# Wollerau
Wollerau egy község Svájcban, Schwyz kantonban.

## Története
A mai Wollerau község területét ( a 19. század közepéig Hinterer Hof-ként szerepelt) a középkorban Zürich város és Schwyz kanton is magának követelte. Miután a régi zürichi háborút Zürich elvesztette, a tó felső vidékéről vissza kellett vonulnia és ezeket a területeket már nem is tudta visszahódítani.
Amikor 1831-ben létrehozták a rövid életű Ausserschwyz kantont, Hinterer Hof a régi kantonnál maradt.

## Gazdaság
A szabadidős létesítményeket építő Intamin AG és a mobilkommunikációs eszközöket gyártó Swisspphone valamint számos Consulting és szolgáltató cég székhelye található Wollerauban.

## Nevezetességei
A 18. század vége felé rokokó stílusban épített Szent Verena katolikus templom.

## Híres emberek
- Kimi Räikkönen
- Roger Federer
- Miroslava Federer-Vavrinec
- Marcel Ospel